# Simchat Thora

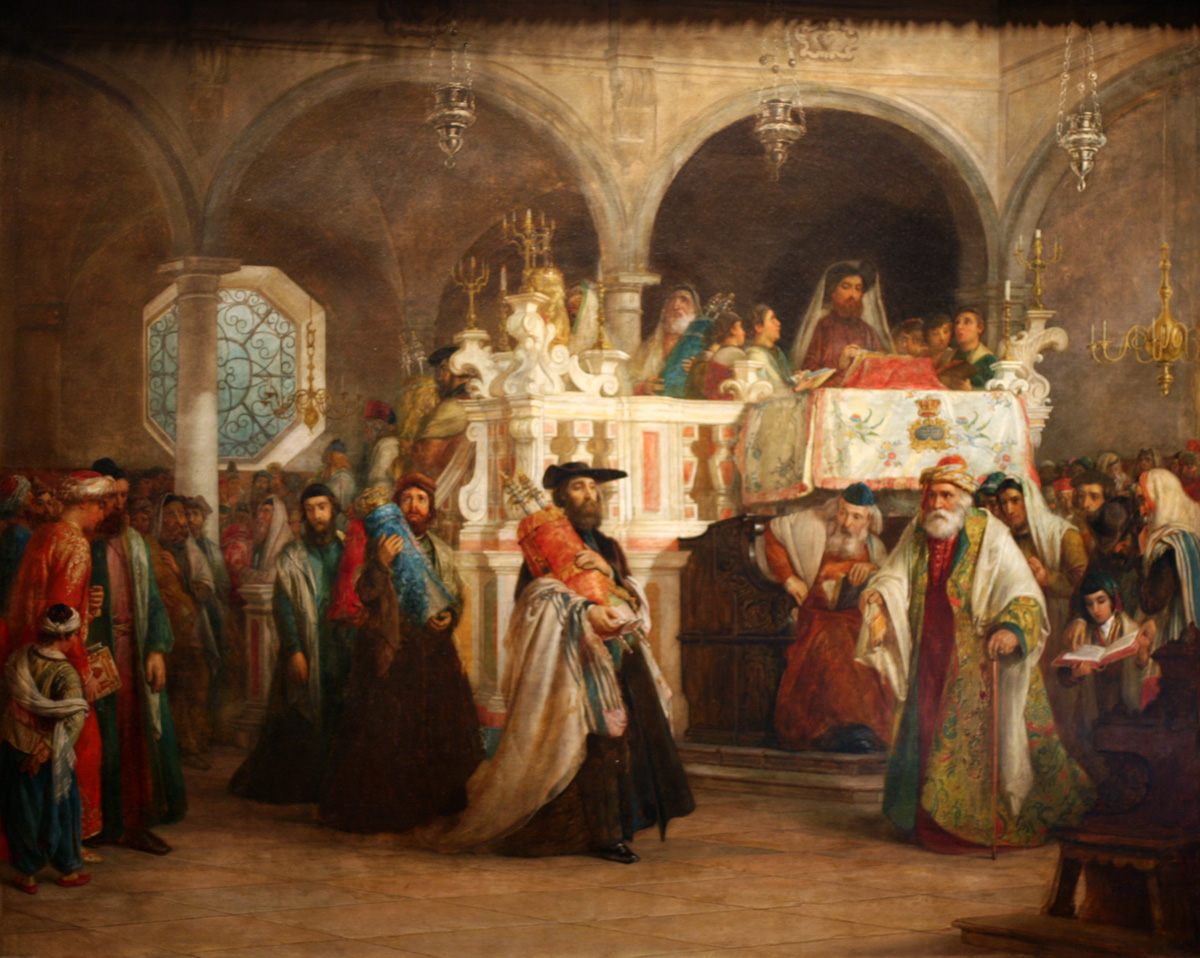
Simchat Thora in de synagoge van Livorno in 1850

Simchat torah (שִׂמְחַת תּוֹרָה) is een joods feest waarop wordt gevierd dat het Joodse volk de Thora (de Wet) bezit en dat het op deze dag van het joodse jaar is uitgelezen. Het woord simcha betekent vreugde in het Hebreeuws. De letterlijke  vertaling van Simchat Thora luidt Vreugde van de Wet. 
In de synagoge viert men uitbundig het einde van de Thoralezing, en start op deze dag weer opnieuw het jaarcyclus, met het begin van de Thora, Genesis.
Simchat Thora is een officiële feestdag naar de halacha (joodse wet), en er geldt aldus een werkverbod.

## Geschiedenis
Naar Joodse begrippen is Simchat Thora een recent feest. Er zijn geen aanwijzingen dat het werd gevierd voor de 9e eeuw van de gangbare jaartelling.
Sinds 7 oktober 2023 wordt Simchat Torah gekenmerkt doordat op die dag de Hamas aanslagen op Israëlische plaatsen rond Gaza gebeurden.

## Data
De dag voorafgaand aan Simchat Thora heet Sjemini Atseret of Slotfeest. Sjemini Atseret begint op de 22e van de maand tisjri uit de joodse kalender, en volgt op de week van het feest van Soekot (Loofhuttenfeest). In Israël en in sommige progressieve congregaties in de VS worden beide dagen op dezelfde dag, 22 tisjri gevierd. Daarbuiten valt Simchat Thora op 23 tisjri en wordt dus tweemaal stilgestaan bij het eind van de thoralezing. 
Doordat de joodse kalender een maankalender is, vallen feestdagen zoals Sjemini Atseret en Simchat Thora niet steeds op dezelfde data op de gregoriaanse kalender. In de lijst hieronder staat een aantal data aangegeven waarop Sjemini Atseret (en in Israël dus ook Simchat Thora) valt.

## Gebruiken in en buiten de synagoge

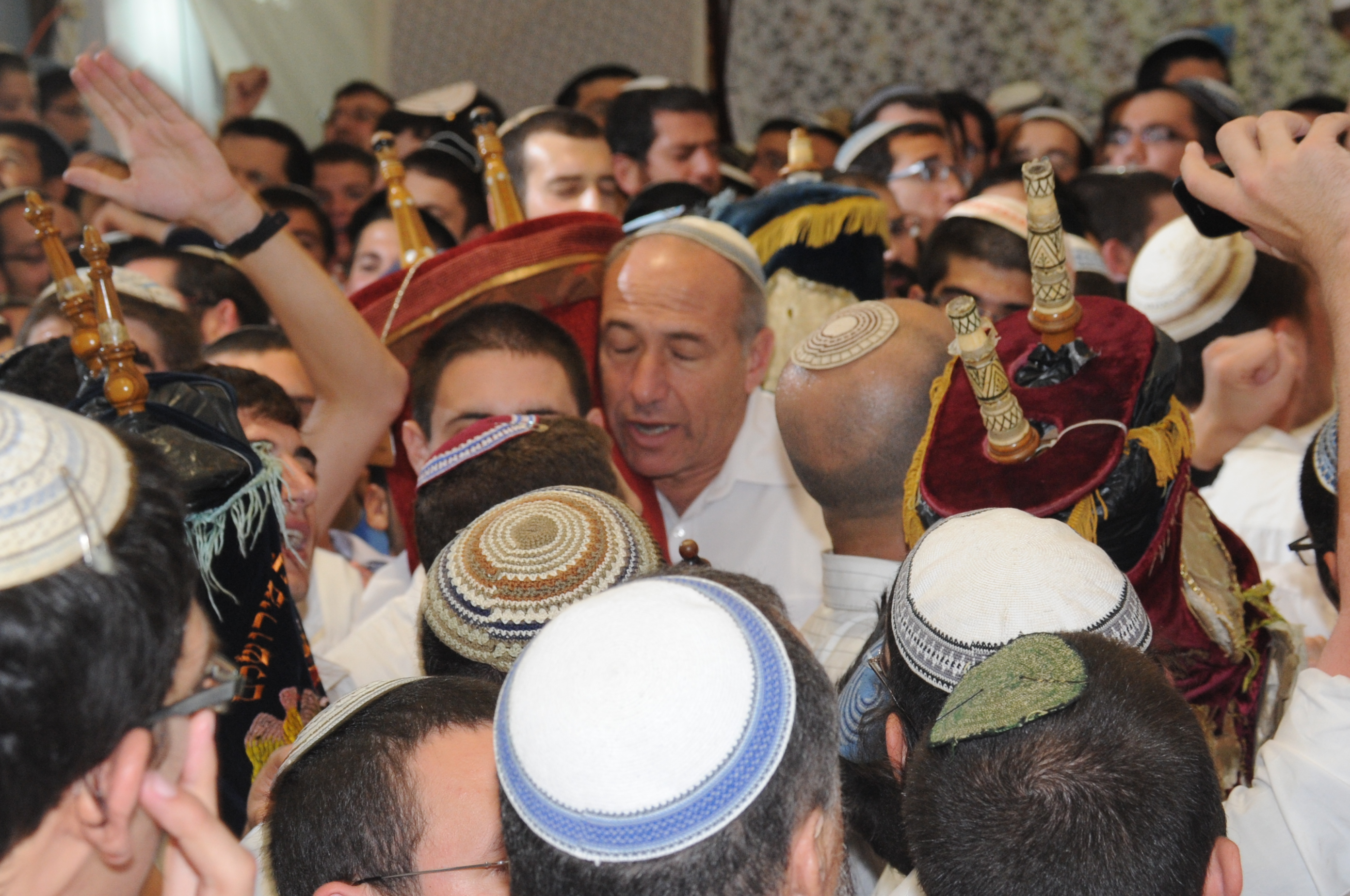
Ronddragen van de Thorarollen

Op Simchat Thora is de jaarlijkse lezing van de gehele Thora compleet. Op deze dag wordt - in sommige congregaties tijdens een avonddienst - het laatste deel ervan uit Dewariem (Deuteronomium 33-34) gelezen, het gedeelte met de dood van Mozes. Kort erop wordt tijdens de morgendienst verdergegaan bij het begin: het eerste hoofdstuk van Beresjiet (Genesis). Daarmee is de jaarlijkse lezing van de Thora een cyclus en heeft de Thora zelf dus als het ware geen einde.
Alle volwassenen in de synagogen worden op de bima geroepen om een deel te kunnen lezen. In orthodoxe synagogen zijn dat alleen de mannen. Als er veel mensen aanwezig zijn kan tegelijk uit meerdere rollen gelezen worden, of worden dezelfde passages herhaald tot iedereen aan de beurt is geweest voor deze eer. Een van de lezingen wordt gereserveerd voor de kinderen, die dan allemaal op de bima komen, waarbij vier volwassenen een taliet over hen heen houden. 
Iedereen wordt gezegend en de kinderen krijgen snoep.  
Aan het eind wordt het allerlaatste vers van Dewariem gelezen. De persoon die dat doet wordt bruidegom van de Thora genoemd. De lezer van het begin wordt bruidegom van het begin genoemd.

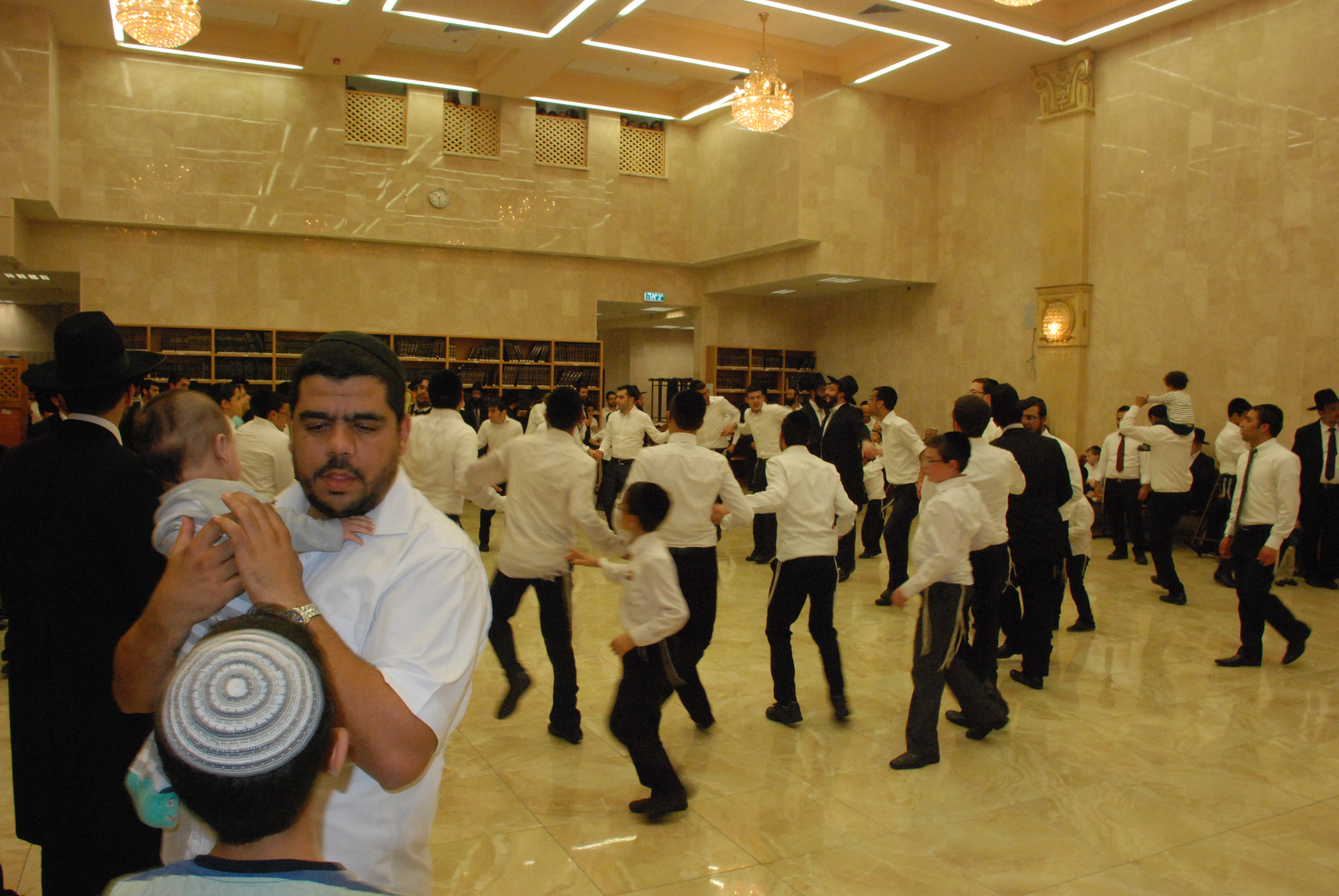
Dansen in de synagoge

In veel synagogen wordt op Simchat Thora gezongen en gedanst. Alle thorarollen die de synagoge bezit worden zeven maal in processie rondgedragen. Na elke rondgang wordt wild gezongen en gedanst. De aanwezige kinderen doen ook mee en dragen dan vlaggetjes of miniatuur rollen. 
In joodse wijken, zoals in Brooklyn of andere wijken in New York, wordt ook buiten feest gevierd en gedanst. Excessief drinken is echter niet toegestaan, dat is voorbehouden aan het Poeriem feest.

## Symboliek
De symboliek van de feestdag is in de eerste plaats de vreugde voor joden voor de Thora. Daarnaast staat het feest voor het feit dat de Thora niet stopt bij de droevige gebeurtenis van de dood van Mozes, maar dat meteen wordt doorgelezen met de vreugdevolle gebeurtenis van de schepping. Ook stoppen joden niet met het bestuderen van de Thora als ze tot het eind ervan zijn gekomen, er wordt opnieuw begonnen.

## Data
Sjemini Atseret (dezelfde dag als Simchat Thora in Israël) valt op 22 tisjri en Simchat Thora buiten Israël valt op 23 tisjri. 
Hieronder wordt steeds de datum van 22 tisjri in de gregoriaanse kalender weergegeven. Aangezien een dag volgens de Joodse kalender begint met zonsondergang, begint de feestdag eigenlijk steeds op de avond voor de gegeven data.
- di 14 okt 2025

- za 3 okt 2026

- za 23 okt 2027

- do 12 okt 2028

- ma 1 okt 2029